# Richard F. Flint
Richard Foster Flint  (* 1. März 1902 in Chicago; † 6. Juni 1976 in New Haven (Connecticut)) war ein US-amerikanischer Geologe (Quartär-Geologie).
Flints Eltern waren Professoren an der University of Chicago (sein Vater war Natt William Flint). Er studierte an der University of Chicago mit dem Bachelor-Abschluss und wurde 1925 Geologie promoviert. Zu seinen Lehrern gehörten Thomas Chrowder Chamberlin und Rollin D. Salisbury. Danach war er an der Yale University, an der er 1945 eine volle Professur erhielt. 1957 wurde er Henry Barnard Davis Professor. 1951 bis 1957 war er Direktor der Graduate Studies und danach sieben Jahre Vorsitzender der Geologie Fakultät. 1970 ging er in den Ruhestand.
Er war einer der führenden Quartärgeologen und Spezialisten für das Eiszeitalter in den USA und erforschte besonders die Vergletscherung im Nordosten der USA. Er begann in den 1930er Jahren mit Kartierungen zur Glazialgeologie in Connecticut.  Flint war sowohl für feldgeologische Forschung bekannt als auch für seine Synthesen zur Quartärgeologie speziell in einer Monographie, die 1947 erschien. Er war ein Gegner der in den 1920er Jahren von J Harlen Bretz entwickelten (und heute allgemein anerkannten) Hypothese katastrophaler Fluten im Bundesstaat Washington Ende der letzten Eiszeit aufgrund von Abflüssen aus Eisstauseen (Missoula-Fluten). Die Kontroverse zog sich über mehrere Jahrzehnte hin. Flint befasste sich auch mit marinen Terrassen an der Ostküste und der eiszeitlichen Vergletscherung von Labrador und Neufundland. Er studierte rezente Gletscher zum Beispiel als Geologe der Boyd Arctic Expedition in Grönland. Nach dem Krieg untersuchte er eiszeitliche Ablagerungen im östlichen South Dakota für den US Geological Survey und war ein Pionier in der Verwendung der Radiokarbonmethode um sichere Grundlagen für die eiszeitliche Stratigraphie und Chronologie zu erhalten. Dazu war er einer der treibenden Kräfte bei der Einrichtung eines Geochronologie-Labors in Yale. Ende der 1950er Jahre studierte er die glazialen Ablagerungen im Searles Lake, der eine Chronologie der Flutepisoden im westlichen Great Basin am Ende der Eiszeit lieferte.
Er war wesentlich an der Entstehung des Glacial Map of the United States East of the Rocky Mountains beteiligt. Ende der 1950er Jahre begann er seine Forschung über Nordamerika hinaus auszudehnen. Er unternahm eine kritische Bestandsaufnahme der Glazialstratigraphie und Chronologie in Ost- und Südafrika und ab 1963 forschte er verstärkt in den Anden.
1960 wählte man ihn in die American Academy of Arts and Sciences. 1966 erhielt er die Albrecht-Penck-Medaille und 1972 die Prestwich Medal. Er war Ehrendoktor in Breslau und Dublin (Trinity College). Ihm zu Ehren ist der Flint-Gletscher in der Antarktis benannt.

## Schriften
- mit C. R. Longwell, J. E. Sanders: Physical Geology, Wiley 1969
- Glacial Geology and the Pleistocene Epoch (2. Auflage als Glacial and Pleistocene Geology), Wiley 1947, 1957
- Glacial and Quaternary geology, Wiley 1971